# Povremena veza
Neobavezni odnos ili povremena veza je naziv za intimni odnos dvoje ljudi, prije svega seksualne prirode, a koje karakterizira nedostatak bilo kakve formalnosti ili postojanosti nalik na "obične" ljubavne veze. Osobe takvu vezu prvenstveno koriste kako bi zajednički zadovoljavali svoje seksualne potrebe, te ih neki "dublji" sadržaji, kao što bi moglo biti redovno druženje ili zajednički život, ne zanimaju. Obično je riječ o osobama koja jedna drugu smatraju prijateljima, a ne ljubavnicima, te se za njihov odnos često koristi i izraz prijateljski seks, odnosno, pod uticajem engleskog jezika prijateljstvo s beneficijama (friendship with benefits). 

## Vanjske poveznice
- NPR's Talk of the Nation: Friends with Benefits
- No-Strings-Attached Sex  Arhivirana inačica izvorne stranice od 6. srpnja 2009. (Wayback Machine)